# Voices (пісня Туссе)
«Voices» («Голоси») — пісня у виконанні конголезсько-шведського співака Туссе. Написали Джой Деб, Ліннеа Деб, Джиммі «Джокер» Торнфельдт та Андерц Вретов. Пісня брала участь у конкурсі Melodifestivalen 2021, де пройшла до фіналу 13 березня 2021 року. Пісня отримала найбільшу кількість балів як від глядачів, так і від міжнародного журі у фіналі та виграла фінал із 175 балами, на 57 балів випередивши друге місце. Тому вона представлятиме Швецію на Євробаченні 2021 року в Роттердамі. Після перемоги пісні на Melodifestivalen вона піднялася на перше місце у шведському чарті Sverigetopplistan. Пісня була сертифікована платиновою шведською асоціацією звукозаписної індустрії.

## Чарти
| Чарт (2021)                | Найвища позиція |
| -------------------------- | --------------- |
| Швеція (Sverigetopplistan) | 1               |